# Knospenstrahler
Die Knospenstrahler (Blastoidea von Altgr. Βλαστός ‚Stiel‘) sind eine ausgestorbene Klasse innerhalb des Stammes der Stachelhäuter (Echinodermata) und sind mit den noch heute lebenden Seelilien und Haarsternen (Klasse Crinoidea, Unterstamm Crinozoa) entfernt verwandt. In der Systematik werden die Knospenstrahler mit etwa 80 Gattungen zusammen mit den anderen ausgestorbenen Klassen Eocrinoidea, Cystoidea (Beutelstrahler), Paracrinoidea und Parablastoidea im Unterstamm Blastozoa zusammengefasst.
Die Herkunft der Knospenstrahler ist unklar, eine Abstammung von den Eocrinoidea oder ordovizischen Cystoidea wird in Erwägung gezogen. Ab dem Silur waren beide Hauptgruppen (Fissiculata und Spiraculata) vertreten. Die Fissiculata waren im Devon und Unterkarbon formenreich, ihre Hauptblütezeit hatten sie im Perm. Die Spiraculata wurden im Devon immer formenreicher und hatten ihre Hauptblütezeit im Unterkarbon. Nur wenige Nachzügler reichten bis in das Perm.

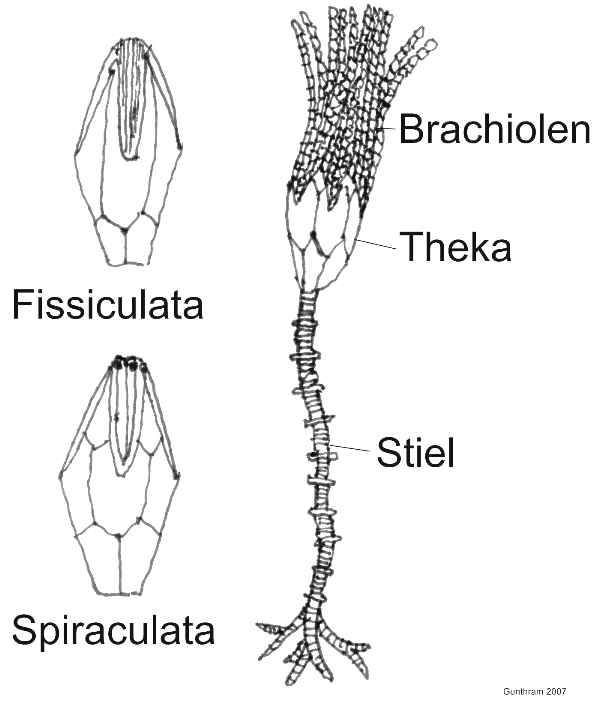
Prinzipdarstellung eines Knospenstrahlers, daneben die Thekae der beiden Hauptgruppen

Die meisten Blastoideen hatten – wie die Crinoideen – eine auf einem Stiel sitzende Körperkapsel (Theka), die aus Täfelchen bestand und einen starren Panzer bildete. Typisch für die Blastoideen waren die Hydrospiren, ein charakteristisches System von (vermuteten) Atemöffnungen im oberen Bereich der Theka. Auf der Theka waren viele, im Wesentlichen aus zwei alternierenden Plattenreihen bestehende Brachiolen befestigt.
Deckplättchen, Stielglieder und Brachiolenplättchen lösten sich nach dem Tod des Individuums rasch von der Theka und wurden oft isoliert eingebettet. Sie sind von den entsprechenden Elementen der Crinoideen kaum zu unterscheiden und werden meist fälschlicherweise als „Crinoideen-Schill“ angesprochen.
Besonders häufig sind sie im Unterkarbon von Nordamerika und im Perm der Insel Timor zu finden.

## Lebensweise
Die Knospenstrahler waren ausschließlich marin und ernährten sich, indem sie fressbare Partikel mit ihren Brachiolen aus dem vorbeiströmenden Wasser filterten und zum Mund führten.
Die meisten Knospenstrahler waren – wie Seelilien – ständig mit einem Stiel am Meeresboden befestigt (sessil).

## Literatur

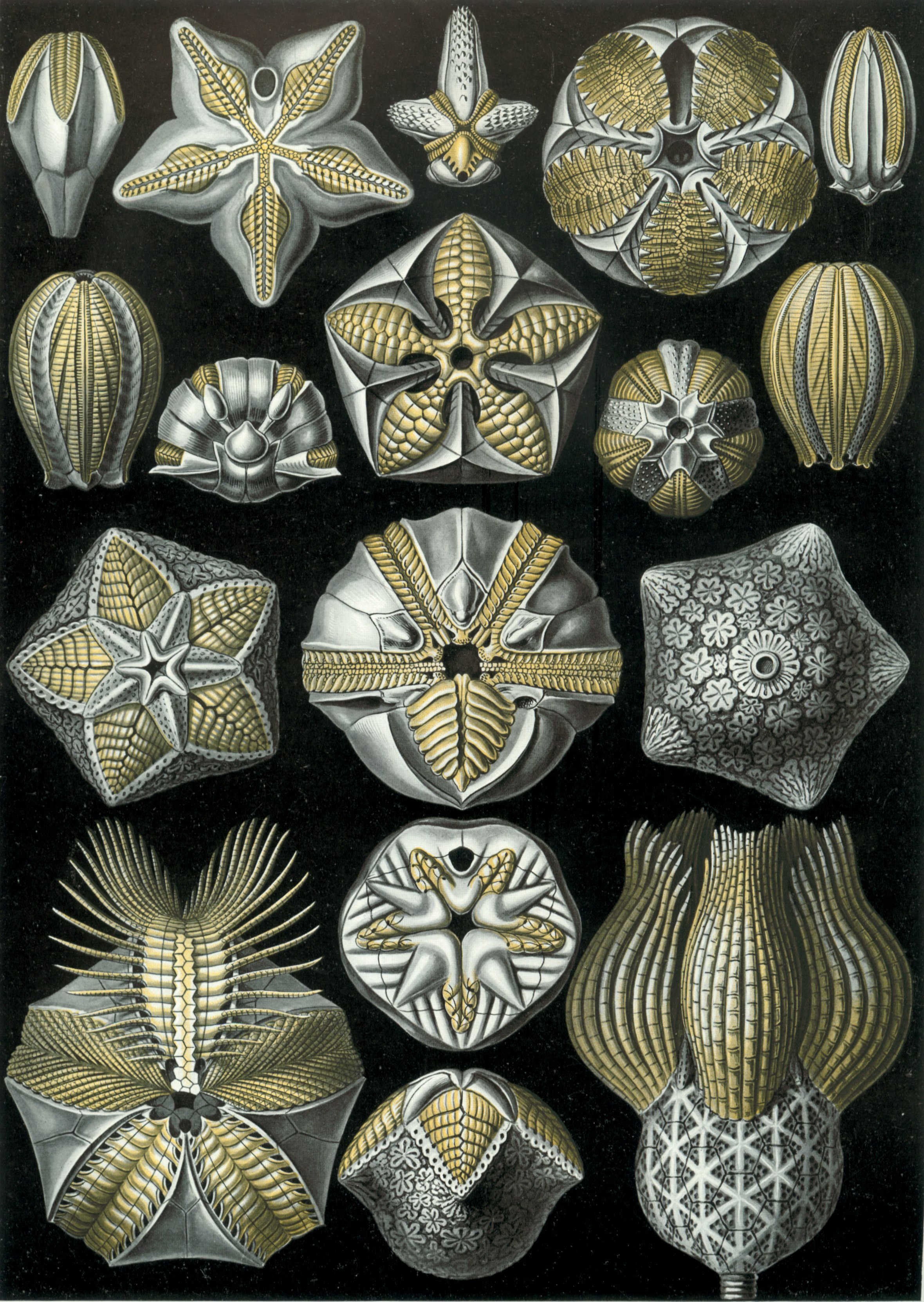
Blastoideen in Ernst Haeckels Kunstformen der Natur (1904)